# Britton Estates Lake
Der Britton Estates Lake ist ein Stausee im Oconee County im US-Bundesstaat Georgia. Er liegt 173 M. ü. d. M. Die nächstgelegene Ortschaft Whitehall liegt 3 km nordöstlich des Sees.

## Nachweise
- Britton Estates Lake. In: Geographic Names Information System. United States Geological Survey, United States Department of the Interior (englisch).